# 鐵砲山古墳
鐵砲山古墳（日语：／ Teppōyamakofun）是位於日本埼玉縣行田市埼玉的一座前方後圓墳，又稱御風呂山古墳。

## 概要
- 墳丘長109米
- 後圓部分直徑55米，高9米
- 前方部分寬69米，高10.1米

連同周濠的話，全長163米。
古墳是埼玉古墳群第三大的前方後圓墳，大小相當於二子山古墳的八成左右。在1967年、1983年、2008年以及2010年至2015年實施的考古調查中，出土了圓筒埴輪、朝顏形埴輪、土師器和須惠器，建造時期為古墳時代後期（約6世紀後半）。
古墳的其中一項特徵是日本全國來說也算少見的三重堀，目前已確認的部份位於古墳的西面，是否完全包圍則不明。其餘有三重堀的古墳大概只有福岡縣久留米市的御塚古墳、同縣浮羽市的月岡古墳和千葉縣山武市的大堤權現塚古墳等等。
另一項特徵是，古墳的西側中堤有一大型的造出狀物體，稻荷山古墳、二子山古墳和將軍山古墳也有同類的建築物。除了埼玉古墳群的古墳外，群馬縣藤岡市的七輿山古墳和福岡縣八女市的岩戶山古墳亦有同樣的建築物，但是規模較小，位置和構造均不同。

## 墓室形態
根據於後圓部分進行的雷達調查的結果顯示，古墳內有露出部分朝南的橫穴式石室，但是石室主體尚未進行考古調查，曾經被盜墓與否則不明。南面中間細部建有步向石室的階級狀墓道，石室入口則由厚實的粘土所覆蓋。前庭部分出土了底部穿孔的須惠器大甕。

## 忍藩角場
古墳的名稱「鐵砲山」是源於當地在江戶時代是忍藩的砲術演習所（角場）而來，經考古調查後，發現訓練場原本建於古墳北面的中間細部附近，當時為了建設訓練場，墳丘也曾經被改動。該處發現了發射鐵砲彈時使用的「矢道」、放置靶的柱洞和確認命中與否的「矢見塚」等等，附近亦出土了1～200錢，18種類，154發的槍砲彈。